# Кузиев, Тоир Аскарович
Тоир Аскарович Кузиев (узб. Toir Asqarovich Kuziyev, также известен как Тоир Аскар; род. 5 ноября 1969) — узбекский музыкант, композитор, музыкальный педагог. Один из самых виртуозных исполнителей национальной музыки на народных музыкальных инструментах, таких как танбур, дутар, рубаб и дойра. Народный артист Узбекистана (2024).

## Биография
Тоир Кузиев родился 5 ноября 1969 года. По словам музыканта, он начал играть на рубабе в возрасте восьми лет. Музыкальное образование получил в Музыкальном училище имени Хамзы, обучался игре на танбуре. Окончив училище поступил в консерваторию, одновременно начал выступать на сцене с танбуром. Из-за гастрольной деятельности был два раза отчислен из учебного заведения, но в итоге смог его закончить. Работал совместно с известными узбекскими исполнителями: Юлдуз Усмановой, Шерали Джураевым, Севарой Назархан. Позднее создал собственную музыкальную группу «Сато». По сегодняшний день является руководителем, солистом и композитором группы. Автор популярных композиций «Шукрона», «Бобурий», «Будабар», «Измир».
С момента окончания музыкального училища и после его объединения с музыкальной школой имени В. А. Успенского, Тоир Кузиев работает в нём преподавателем, также преподаёт в Узбекском национальном институте музыкального искусства имени Юнуса Раджаби. С юного возраста принимал участие в национальных и международных конкурсах. Давал концерты на танбуре во многих странах мира. В 2003 году провёл совместный тур с Питером Габриэлем по Европе и Америке, дав совместно с ним более сорока концертов.
В 2010 году Тоиру Аскару было присвоено почётное звание заслуженного артиста, а в 2024 году звание народного артиста Узбекистана.

## Награды
- Народный артист Узбекистана (2024)
- Заслуженый артист Узбекистана (2010)